# 塞尔维亚反恐特别部队
特别反恐部队是塞尔维亚警察的警察战术部队。